# Aéroport de La Romaine
L'aéroport de La Romaine (code IATA : ZGS • TC LID : CTT5) est un aéroport situé à environ 4,6 kilomètres au nord de la réserve indienne innue de La Romaine, au Québec.

## Situation

### Carte des aéroports du Québec
| \| 100 km1:14 335 000 \| Victoriaville Gaspé Blanc-Sablon Montréal Mont · Tremblant Gatineau-Ottawa Ivujivik Îles-de-la-Madeleine Waskaganish Val-d'Or Trois-Rivières Sherbrooke Sept-Îles Schefferville Salluit Rouyn · Noranda Rivière-du-Loup Rimouski Radisson · Grande-Rivière Port-Menier Québec Mont-Joli La Tuque La · Tabatière Havre · Saint-Pierre La Romaine Kuujjuarapik Kuujjuaq Kattiniq Chibougamau Charlevoix Bonaventure Baie-Comeau Saguenay-Bagotville |
| 100 km1:14 335 000 |

## Opérateurs et destinations
| Compagnies  | Destinations                                                            |
| ----------- | ----------------------------------------------------------------------- |
| Air Liaison | Blanc Sablon, Chevery, Natashquan, Saint-Augustin―Pakuashipi, Sept-Îles |

Édité le 18/10/2024